# Teluk Haur (kabupaten Tapin)
Teluk Haur – wieś (desa) w kecamatanie Candi Laras Utara, w kabupatenie Tapin w prowincji Borneo Południowe w Indonezji.
Miejscowość ta leży w środkowej części kecamatanu.